# Prothema sinuosa
Prothema sinuosa är en skalbaggsart som beskrevs av Holzschuh 2007. Prothema sinuosa ingår i släktet Prothema och familjen långhorningar.
Artens utbredningsområde är Laos. Inga underarter finns listade i Catalogue of Life.